# Axaxacualco
Axaxacualco är en ort i Mexiko.   Den ligger i kommunen Eduardo Neri och delstaten Guerrero, i den södra delen av landet, 180 km söder om huvudstaden Mexico City. Axaxacualco ligger 1 444 meter över havet och antalet invånare är 1 331.
Terrängen runt Axaxacualco är kuperad. Runt Axaxacualco är det ganska glesbefolkat, med 43 invånare per kvadratkilometer. Närmaste större samhälle är Zumpango del Río, 18,0 km söder om Axaxacualco. I omgivningarna runt Axaxacualco växer huvudsakligen savannskog.